# ジチアン

1,3-ジチアンの構造式

ジチアン (dithiane) とは有機硫黄化合物で、硫黄を2個含む飽和複素6員環化合物のこと。あるいはその構造を含む化合物群。有機合成において 1,3-ジチアン環が重要であり、ビルディングブロックとして、または保護基として用いられる。

## 1,3-ジチアン
ルイス酸の触媒下、カルボニル化合物に 1,3-プロパンジチオールを縮合させると 1,3-ジチアン構造として保護できる。1,3-ジチアン環は酸や塩基、還元剤や求核剤に対して耐性を示す。脱保護は硝酸銀などの酸化剤を用いる。
{\displaystyle {\ce {{RR'C(=O)}+ HSCH2CH2CH2SH -> RR'C(S2C3H6)}}}
アルデヒド (RCHO) を 1,3-ジチアン保護した場合、2個の硫黄に挟まれた C-H 水素は n-ブチルリチウムのような強塩基で引き抜くことができる。溶媒は THF などを用い、低温で行われる。このようにして発生させたリチオ体はハロゲン化アルキルやカルボニル化合物、あるいはエポキシドなどの求電子剤と反応して炭素-炭素結合を作る。1,3-ジチアン環を脱保護するとカルボニル基が再生し、形式的にはアシルアニオン (RC(=O)-) が求電子剤と結合した生成物が得られる。極性変換の一手法である。
1,3-ジチアン保護はラネーニッケルにより還元して脱硫黄化したメチレン基とすることもできる。